# L'uomo che vola
L'uomo che vola è un album di Enrico Ruggeri.
È il primo pubblicato da Ruggeri con la Sony Music, a seguito del divorzio dalla PDU.
Il primo singolo estratto è Gimondi e il Cannibale che, supportato da un videoclip, viene utilizzato come sigla del Giro d'Italia 2000; a ruota escono Niño no e Le ragazze di 40 anni.
La traccia Le sette sorelle è una mini suite che ha per tema i sette vizi capitali.

## Tracce
1. Sipario   (1' 48")
2. Gimondi e il Cannibale   (4' 42")
3. Il mondo non ha età   (3' 55")
4. Niño no   (3' 53")
5. L'autocritica   (4' 21")
6. Messaggio dal K2   (3' 36")
7. L'uomo che vola   (3' 30")
8. Le ragazze di 40 anni   (3' 51")
9. E se l'amore fosse questo?   (3' 51")
10. Arrivederci   (4' 14")
11. Le sette sorelle   (15' 17")
  - I. Pigrizia   (2' 13")
  - II. Gola   (2' 04")
  - III. Avarizia   (1' 27")
  - IV. Invidia   (2' 05")
  - V. Ira   (2' 02")
  - VI. Lussuria   (2' 59")
  - VII. Superbia   (2' 28")

## Formazione
- Enrico Ruggeri – voce, cori, batteria
- Luigi Schiavone – chitarra acustica, chitarra elettrica, tastiera, batteria
- Pino Di Pietro – tastiera, pianoforte, batteria
- Andrea Mirò – chitarra acustica
- Lorenzo Poli – basso
- Luigi Fiore – batteria
- Josè Luis Montiel – voce in Niño no